# Ядзу

35°24′33″ пн. ш. 134°15′3″ сх. д. / 35.40917° пн. ш. 134.25083° сх. д.
Ядзу (яп. 八頭町) — містечко в Японії, в повіті Ядзу префектури Тотторі.